# Nikolai Akimowitsch Lawerezki

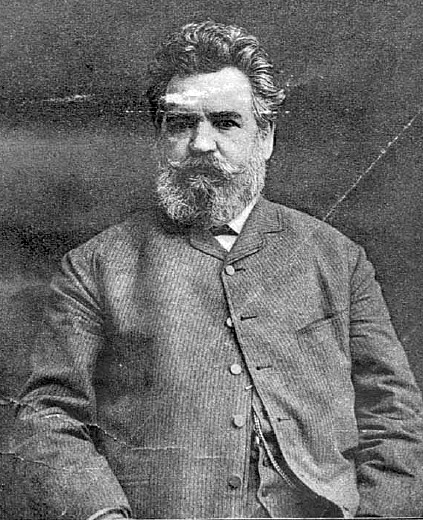
Nikolai Akimowitsch Lawerezki

Nikolai Akimowitsch Lawerezki (russisch Николай Акимович Лаверецкий; * 1. Februarjul. / 13. Februar 1837greg. in Moskau; † 10. Oktoberjul. / 23. Oktober 1907greg.) war ein russischer Bildhauer und Hochschullehrer.

## Leben
Lawerezki, Sohn des Bildhauers Akim Lawerezki, besuchte in Sankt Petersburg die Zeichenschule der Kaiserlichen Gesellschaft zur Förderung der Künste und studierte dort ab 1851 an der Kaiserlichen Akademie der Künste bei Nikolai Pimenow. Er erhielt 1853 die kleine Silbermedaille für die lebensgroße Büste Wiktor Wladimirowitsch Jusefowitschs, 1857 die große Silbermedaille für das Basreliefprogramm des Achilles mit dem Leichnam Hektors, 1859 die kleine Goldmedaille für das Basreliefprogramm des Cincinnatus beim Empfang der Botschaft mit der Wahl zum Diktator und zum Abschluss des Studiums 1860 für das Basrelief des Regulus bei der Rückkehr aus Rom nach Karthago die große Goldmedaille, verbunden mit einem Auslandsreisestipendium, und Ernennung zum Klassischen Künstler I. Klasse.
Lawerezki schuf den Fries mit den Reliefs von 109 historischen Persönlichkeiten Russlands für das 1862 eingeweihte
Nationaldenkmal Tausend Jahre Russland im Nowgoroder Kreml.
1863 trat Lawerezki die Auslandsreise nach Deutschland und Österreich-Ungarn an und lebte bis 1870 in Italien. Er schuf dort die Marmor-Gruppe eines einen Vogel fütternden Jungen mit einem Mädchen und schickte sie 1868 nach St. Petersburg, worauf er von der Akademie zum Akademiker ernannt wurde. Für die nächste italienische Skulptur eines Neapolitanerjungen mit einem Äffchen und weitere Arbeiten wurde er 1870 zum Professor ernannt.
Lawerezkis bekanntestes Werk ist die Gusseisen-Statue Rossija, die 1896 im Kaslier Hüttenwerk gegossen wurde. Die Statue wurde dann auf der Weltausstellung Paris 1900 in dem gusseisernen Kasli-Pavillon des Kaslier Hüttenwerks ausgestellt. Der Pavillon war von dem Architekten Jewgeni Baumgarten projektiert und von dem Kyschtymer Hüttenwerk in Auftrag gegeben worden. Den mit einem Grand Prix ausgezeichneten Pavillon wollte der französische Präsident Émile Loubet für 2 Millionen Rubel kaufen. Der Geschäftsführer des Kyschtymer Hüttenwerks Pawel Karpinski akzeptierte den Preis, schloss aber den Verkauf der Rossija-Statue als Symbol Russlands aus. Das Geschäft kam schließlich nicht zustande, so dass der Pavillon nach der Ausstellung wieder zerlegt und zurückgeschickt wurde. 1957 wurden die fehlenden Teile des Pavillons und der Rossija-Statue nach den alten Zeichnungen und Fotos nachgegossen, so dass der restaurierte Pavillon mit der Rossija-Statue 1958 in der Swerdlowsker Kunstgalerie aufgestellt werden konnte. Seit 2001 steht der Pavillon mit der Statue auf einem Marmor-Sockel in der Mitte des Gusseisen-Kunstguss-Saals des Jekaterinburger Kunstmuseums.
Lawerezki lehrte an der Kaiserlichen Akademie der Künste 1870–1894.
Der Bildhauer Iwan Lawerezki war Lawerezkis jüngerer Bruder.
Lawerezki starb am 23. Oktober 1907 und wurde auf dem russisch-orthodoxen Smolensker Friedhof in St. Petersburg begraben.

## Werke (Auswahl)

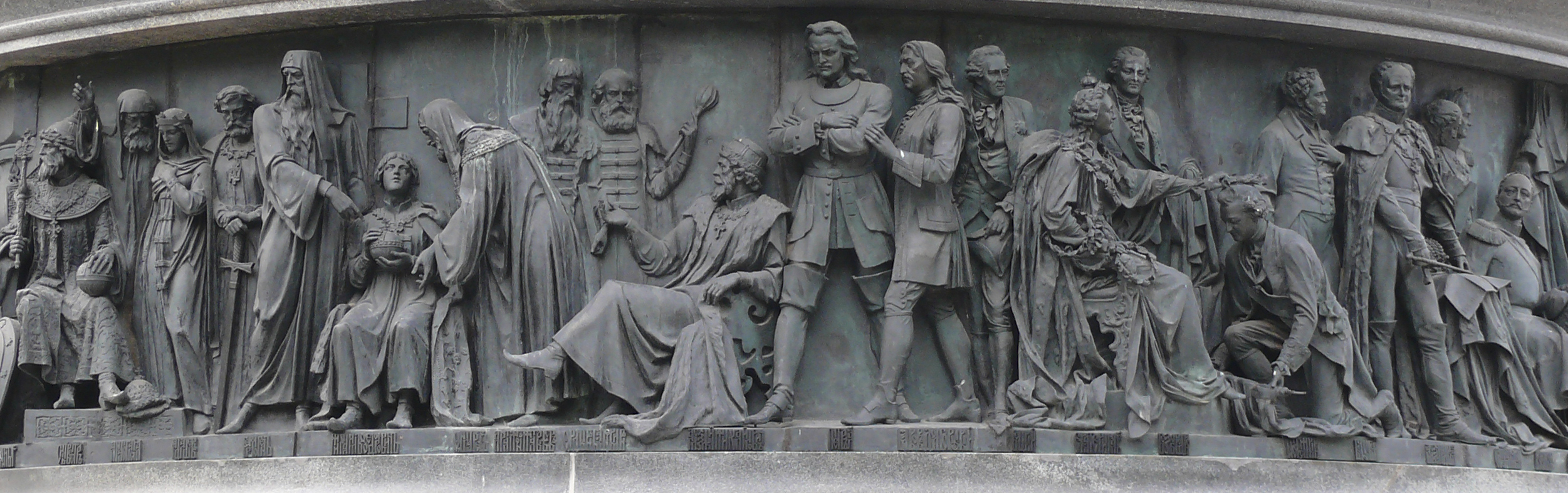
Fries der historischen Persönlichkeiten Russlands (1862), Nationaldenkmal Tausend Jahre Russland, Nowgoroder Kreml
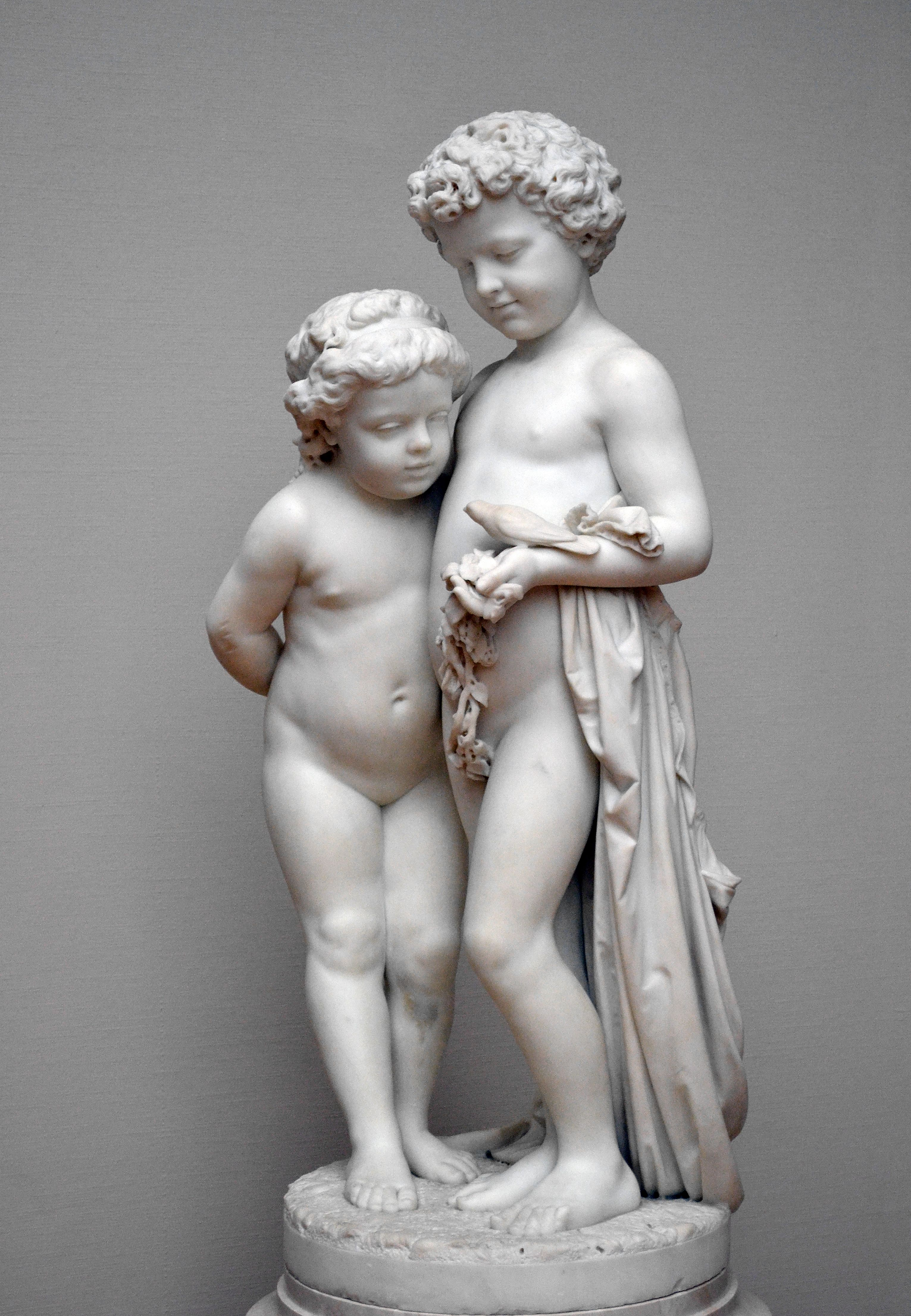
Junge und Mädchen, einen Vogel fütternd (1868), Tretjakow-Galerie
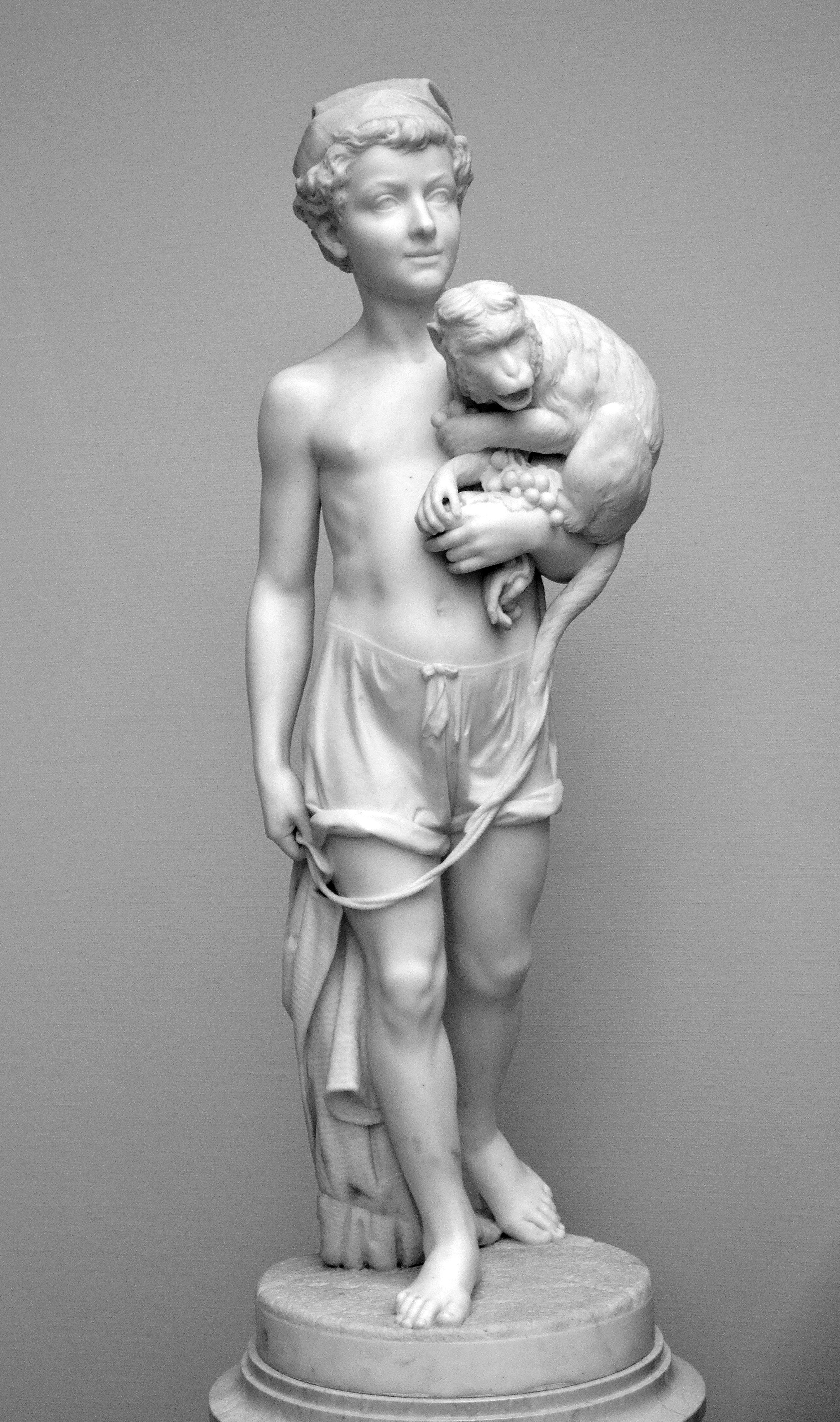
Neapolitanerjunge mit Äffchen (1870), Tretjakow-Galerie
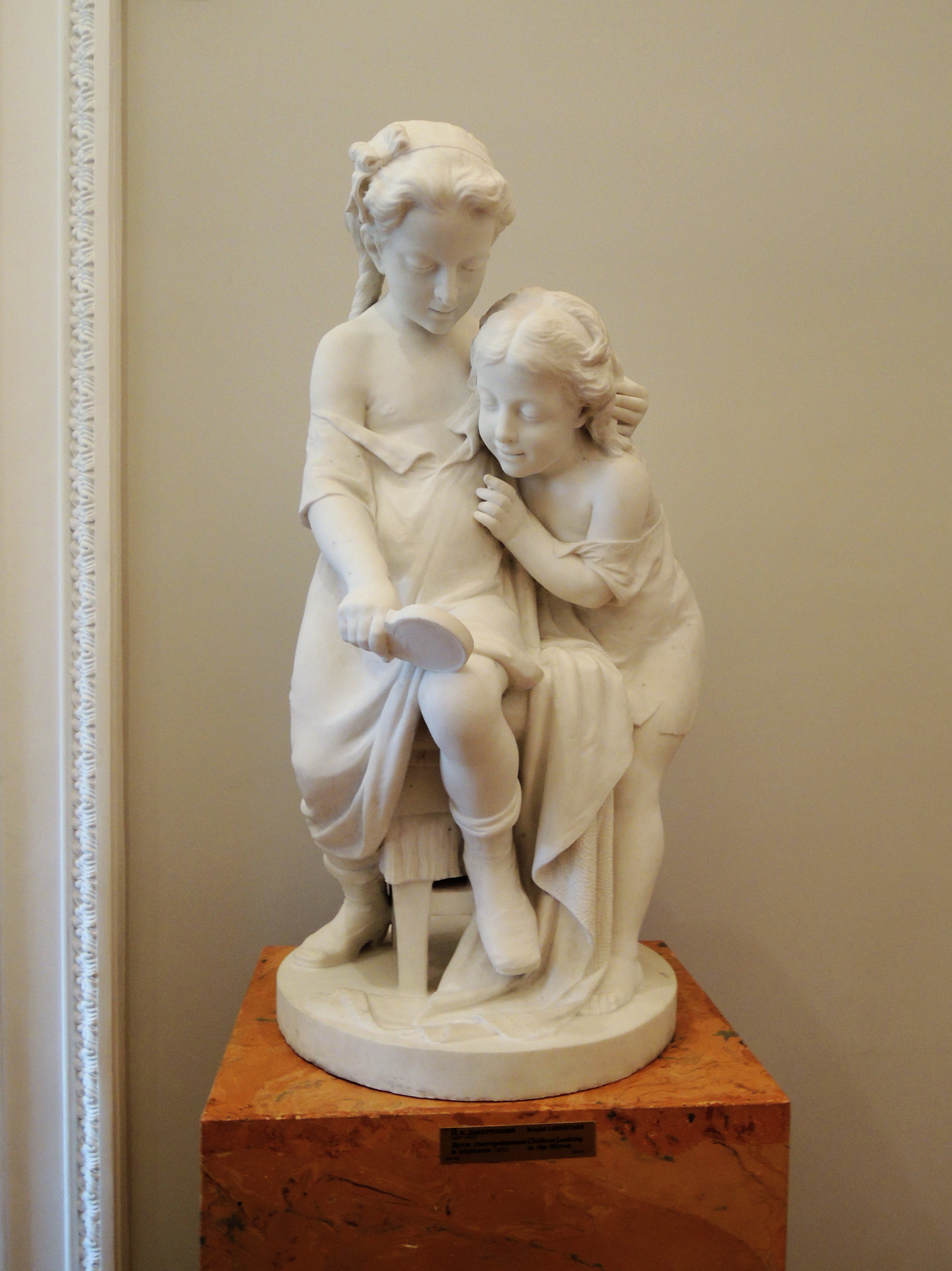
Kinder mit Spiegel (1872), Russisches Museum
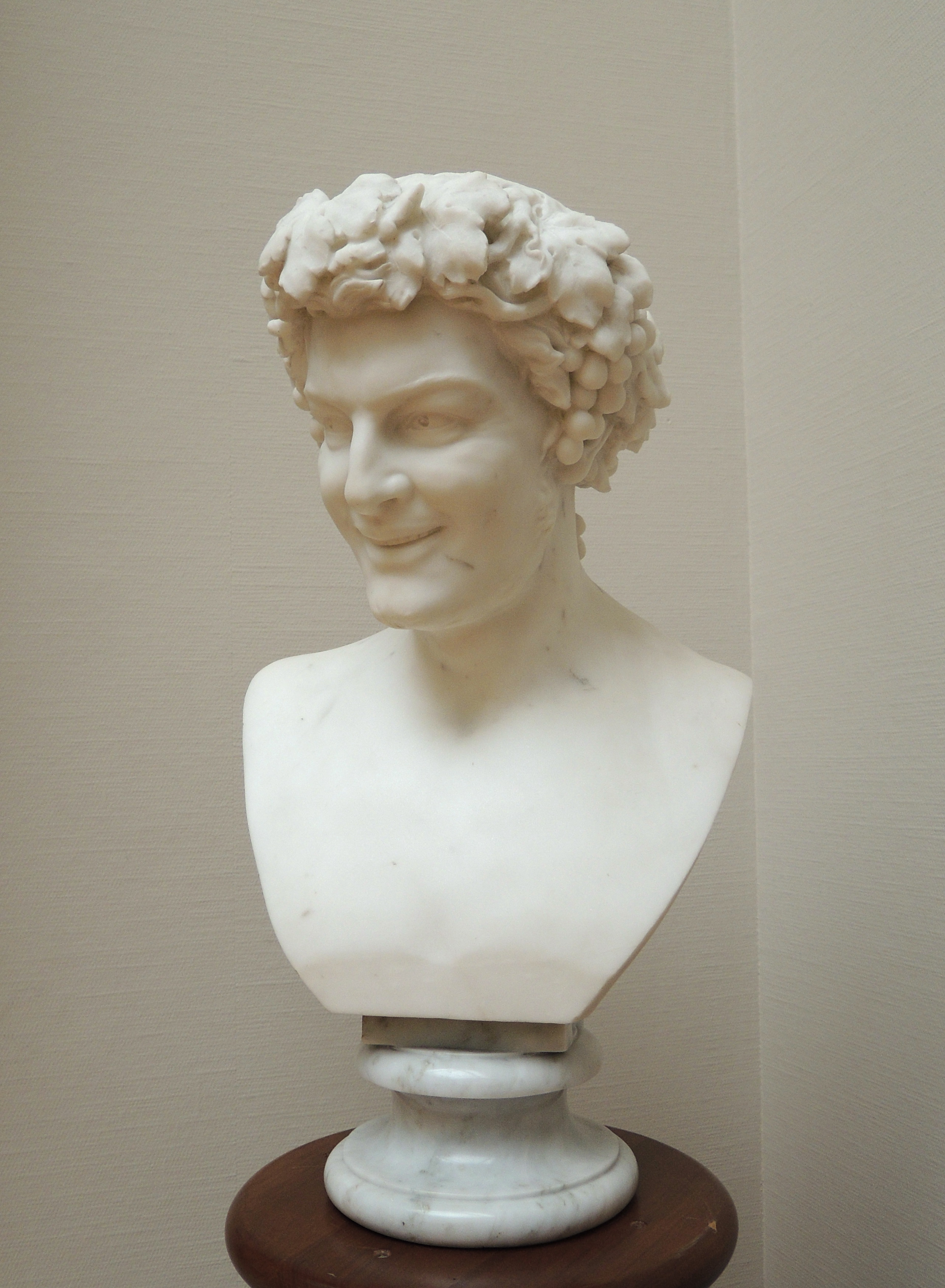
Bacchus (1879), Tretjakow-Galerie
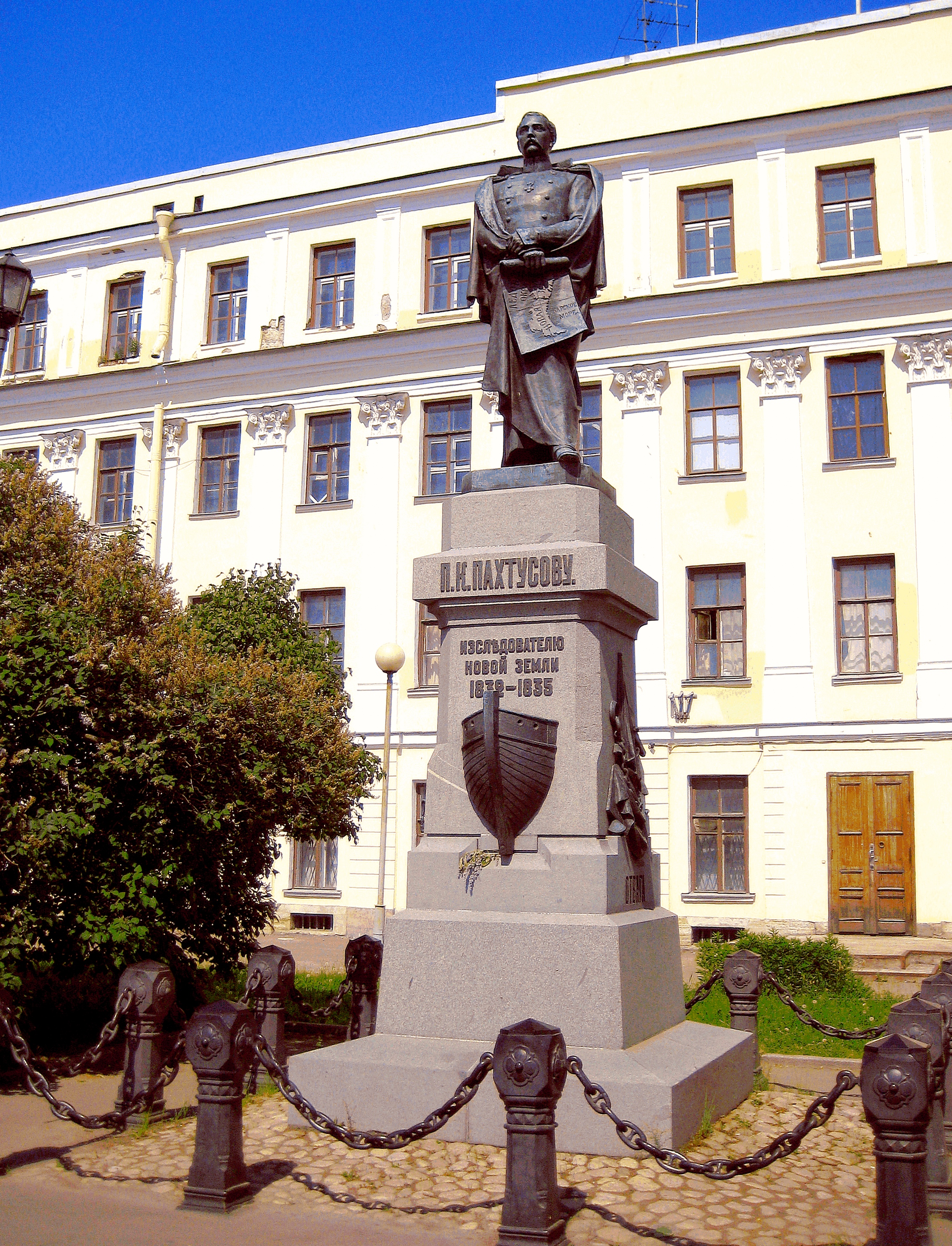
Pachtussow-Denkmal (1886), Kronstadt
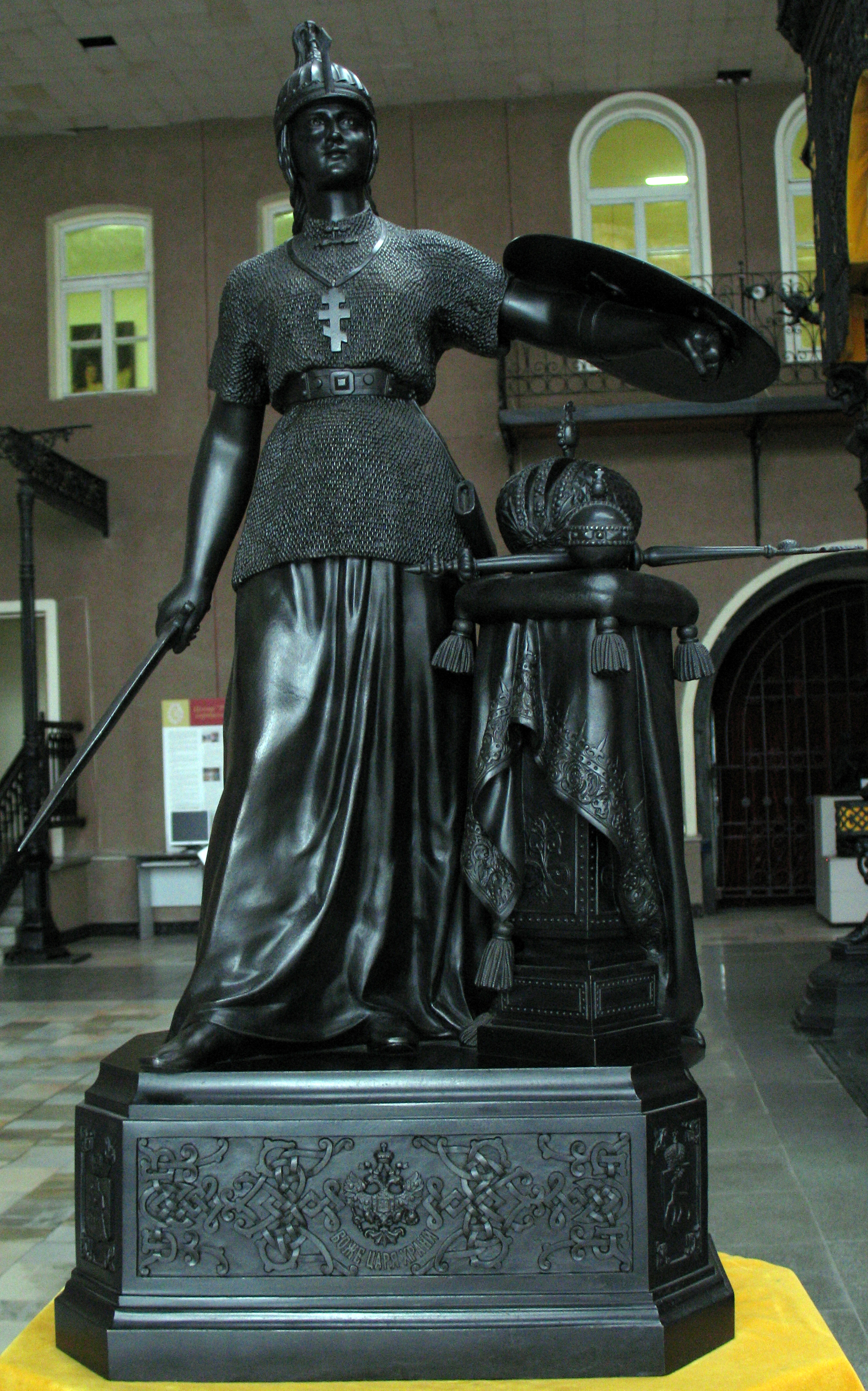
Rossija (1896), Kunstmuseum Jekaterinburg
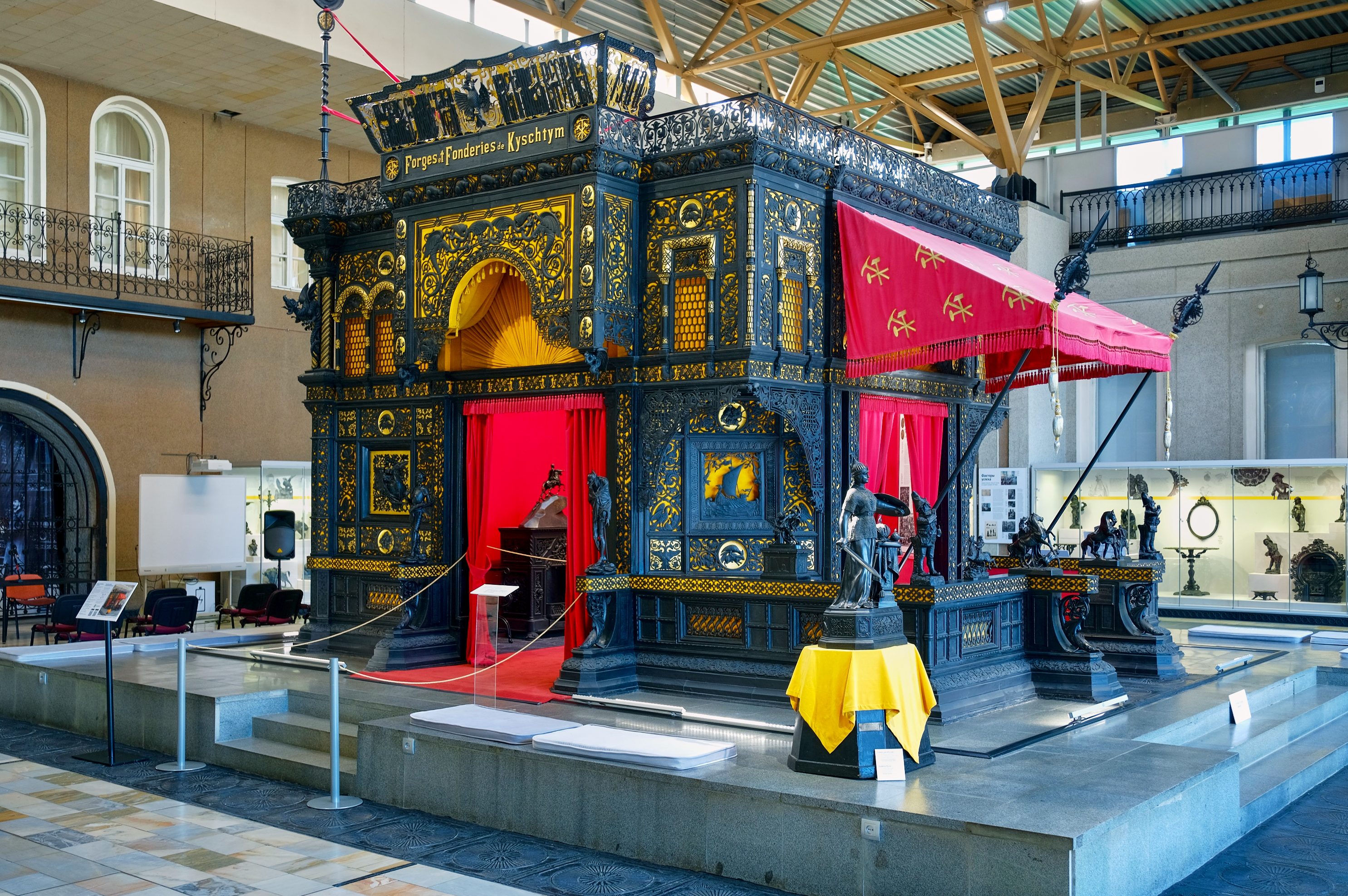
Kasli-Pavillon (1900), Kunstmuseum Jekaterinburg
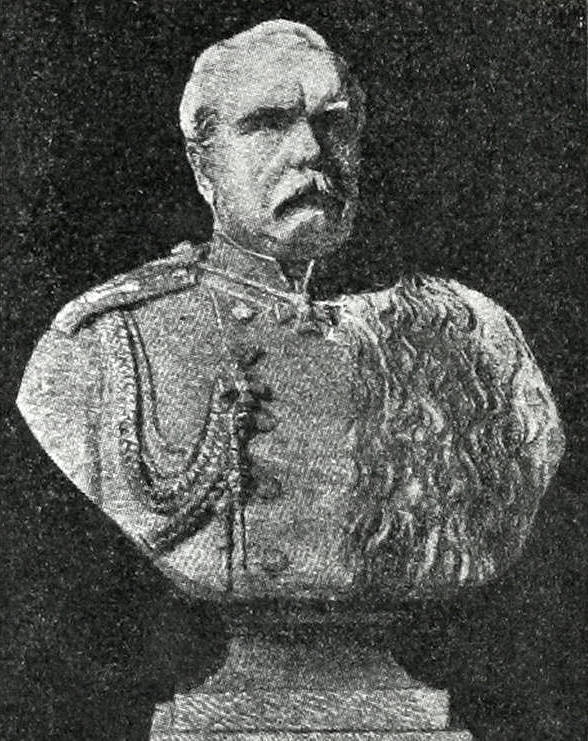
Nikolai Jewdokimow